# قاي ميزجر
قاي ميزجر (بالإنجليزية: Guy Mezger) هو ملاكم كيك بوكسينغ أمريكي، ولد في 1968 في هيوستن في الولايات المتحدة.

## وصلات خارجية
- قاي ميزجر على موقع بوكس ريك (الإنجليزية) (registration required)
- قاي ميزجر على موقع يو إف سي (الإنجليزية)
- قاي ميزجر على موقع شيردوغ (الإنجليزية)
- قاي ميزجر على موقع Tapology.com (الإنجليزية)
- قاي ميزجر على موقع إي إس بي إن (الإنجليزية)
- قاي ميزجر على موقع IMDb (الإنجليزية)
- قاي ميزجر على موقع IMDb (الإنجليزية)
- قاي ميزجر على موقع قاعدة بيانات الفيلم (الإنجليزية)